# Association francophone de comptabilité
Pour les articles homonymes, voir AFC.
L'Association francophone de comptabilité ou AFC regroupe des enseignants-chercheurs d'universités et d'écoles de commerce issus des disciplines suivantes :
- Comptabilité
- Contrôle de gestion
- Audit

## Historique
Créée le 17 mai 1979, l'Association française de comptabilité a pris son nom actuel en 2002,.
Elle regroupait 337 enseignants-chercheurs en 2018, 471 en 2020, 567 en 2022, 627 en 2024.

## Fonctionnement
Le bureau de l'AFC est constitué du président, du vice-président (qui devient automatiquement président à la fin de son mandat), du secrétaire général et du trésorier.
Les membres du conseil d'administration sont élus à l'occasion de l'assemblée générale pour une durée de trois ans renouvelable une fois.

### Anciens présidents
- 1980-1983 : Edmond Marquès
- 1983-1985 : Bernard Colasse
- 1985-1988 : Jean-Louis Malo
- 1988-1989 : Yves Dupuy
- 1989-1993 : Jean-Claude Scheid
- 1993-1995 : Serge Evraert
- 1995-1997 : Robert Teller
- 1997-1999 : Alain Burlaud
- 1999-2001 : Christian Hoarau
- 2001-2003 : Michel Gervais
- 2003-2005 : Robert Descargues
- 2005-2007 : Marc Nikitin
- 2007-2009 : Hervé Stolowy
- 2009-2011 : Nicolas Berland
- 2011-2013 : Christine Pochet
- 2013-2015 : Isabelle Martinez
- 2015-2017 : Thomas Jeanjean
- 2017-2019 : Cédric Lesage
- 2019-2021 : François Meyssonnier
- 2021-2024 : Chrystelle Richard
- Depuis 2024 : Élisabeth Walliser

## Objectifs et actions de l'AFC
Les principaux objectifs de l'AFC sont :
- Contribuer au développement et à la diffusion des connaissances dans les domaines de la comptabilité, du contrôle de gestion et de l'audit ;
- Créer et entretenir des réseaux d'échanges nationaux et internationaux entre les personnes concernées par l'enseignement supérieur et la recherche scientifique ;
- Favoriser les liaisons entre les praticiens et les enseignants-chercheurs.

Logo du 45e congrès de l'AFC organisé par le CREGO à Dijon en 2024.

Pour ce faire, l'AFC organise annuellement un congrès (depuis 1980) autour d'une thématique d'actualité en lien avec la comptabilité, le contrôle de gestion ou l'audit.
Des articles scientifiques sont également publiés dans les deux revues à comité de lecture créées par l'association : la revue Comptabilité contrôle audit / Accounting control Audit (CCA/AAC), et la revue Audit comptabilité contrôle : recherches appliquées (ACCRA). Ces deux revues sont classées par la FNEGE : « rang 2 » pour CCA et « rang 4 » pour ACCRA,.
Enfin, l'AFC délivre plusieurs prix chaque année : prix de thèse, prix du meilleur article publié dans les revues ACCRA et CCA, prix de la meilleure communication lors du congrès annuel, prix de la meilleure révision etc.. L'association accorde également des subventions de recherche et une bourse doctorale financée par le conseil supérieur de l’ordre des experts-comptables.
Depuis 2020, des groupes de travail ont été créés sur des thèmes spécifiques.
Depuis 2022, l'association organise des ateliers d'écriture multipolaires organisés simultanément en Afrique subsaharienne, au Maghreb, en France et au Canada. 